# Hunteradweg
Der Hunteradweg ist ein Radfernweg von 130 km Länge im nordwestlichen Niedersachsen. Er beginnt am Huntesperrwerk an der Mündung des Flusses Hunte in die Weser bei Elsfleth und folgt dem Flusslauf über die Wesermarsch, die Stadt Oldenburg, Wildeshausen, Goldenstedt flussaufwärts bis nach Lembruch am Dümmer. Dort hat er Anschluss an den Brückenradweg Osnabrück-Bremen.
Landschaftlich besonders reizvoll ist der Abschnitt zwischen Oldenburg und Wildeshausen.
In beiden Richtungen ausgeschildert stellt der Hunteweg wegen des flachen Geländeprofiles keine besonderen Ansprüche an die körperliche Fitness, auch wenn nicht alle der überwiegend verkehrsarmen Strecken befestigt oder asphaltiert sind.

## Weblinks

Hunteweg bei Hundsmühlen